# Meződ
Meződ község Baranya vármegyében, a Hegyháti járásban.

## Fekvése
Baranya vármegye északi határszélén fekszik, a Hegyhát tájegységben, Sásdtól mintegy 4 kilométerre északra. Közigazgatási területét érinti a Dombóvár-Sásd közti 611-es főút is, de a központján csak a Kaposszekcsőtől Jágónakon idáig húzódó 6519-es út halad végig.

## Története
Meződ és környéke már az ókorban is lakott hely volt, területén római korból származó leletek kerültek felszínre.
Nevét az oklevelek 1475-ben említették először, Mezeedként, mint a dombói uradalomhoz tartozó birtokot. A török hódoltság után Esterházy Pál herceg birtoka lett.
A 18. században a magyarok mellé német telepesek is érkeztek a faluba.

## Közélete

### Polgármesterei
- 1990–1994: Dr. Kóbor Gyula (nem ismert)[3]
- 1994–1998: Dr. Kóbor Gyula (független)[4]
- 1998–2002: Dr. Kóbor Gyula (független)[5]
- 2002–2006: Dr. Kóbor Gyula (független)[6]
- 2006–2008: Dr. Kóbor Gyula (független)[7]
- 2008–2010: Merk Zsolt (független)[8]
- 2010–2014: Merk Zsolt (független)[9]
- 2014–2019: Merk Zsolt (független)[10]
- 2019–2024: Merk Zsolt (független)[11]
- 2024– : Merk Zsolt (független)[1]

A településen 2008. október 19-én időközi polgármester-választást tartottak, az előző polgármester lemondása miatt.

## Népesség
A település népességének változása:
| Lakosok száma | 129  | 129  | 129  | 113  | 123  | 127  | 123  | 121  |
|               | 2013 | 2014 | 2015 | 2019 | 2021 | 2022 | 2023 | 2024 |

A 2011-es népszámlálás során a lakosok 94,8%-a magyarnak, 7,5% cigánynak, 3% németnek, 0,7% románnak mondta magát (5,2% nem nyilatkozott; a kettős identitások miatt a végösszeg nagyobb lehet 100%-nál). A vallási megoszlás a következő volt: római katolikus 63,4%, református 1,5%, görögkatolikus 0,7%, felekezeten kívüli 6% (26,9% nem nyilatkozott).
2022-ben a lakosság 78%-a vallotta magát magyarnak, 3,1% cigánynak, 3,1% egyéb, nem hazai nemzetiségűnek (20,5% nem nyilatkozott; a kettős identitások miatt a végösszeg nagyobb lehet 100%-nál). Vallásuk szerint 37,8% volt római katolikus, 0,8% református, 0,8% egyéb keresztény, 0,8% egyéb katolikus, 26,8% felekezeten kívüli (33,1% nem válaszolt).

## Nevezetességei
- Harangláb